# Genforeningssten
En genforeningssten er en sten med indmejslet tekst rejst som et mindesmærke for Genforeningen i 1920. I alt findes der omkring 650 fordelt i hele landet, hvoraf størstedelen blev rejst umiddelbart efter genforeningen, og i 2020 blev samtlige genforeningssten og mindesmærker om genforeningen fredet.
En kendt sten er rejst på stedet, hvor Christian 10. red over grænsen. På stenen står der:
Her hilste Sønderjyderne Kong Christian den Xde velkommen ved Genforeningen den 10. Juli 1920
Den står ved Koldingvej 200 m syd for Den gamle Grænsekro. Ved Tingskovhedevej 1 km nord for denne sten minder en anden sten om, hvor kongen besteg sin hest.

## Historie
Fra 1920 til 1938 blev der rejst 561 genforeningssten, over halvdelen i 1920.[kilde mangler] Genforeningen er således den enkeltstående begivenhed i danmarkshistorien, som der er rejst flest mindesmærker over.[kilde mangler] Stenene blev af Inge Adriansen kaldt for landets "mest særegne monument og Danmarks mest originale bidrag til europæisk monumentkultur."
I mange tilfælde blev stenen afsløret eller indviet af soldater, der havde kæmpet for Danmark i 1864, hvor området gik tabt.
I 2018 blev det besluttet at frede alle genforeningssten samt andre mindesmærker om genforeningen, i alt omkring 650 styk, i anledning af 100 års jubilæet for genforeningen i 2020. Stenenes inskriptioner må dog fortsat males op uden forudgående tilladelse trods fredningen.

## Registrering af genforeningssten
Johannes Vejlager skrev i 1939 bogen Genforenings-Mindesmærkernes Historie med en registrering af stenene. Det var på det tidspunkt det største værk om genforeningssten.
Jens Anker Ambirk har på sin hjemmeside lavet en komplet fortegnelse over kendte genforeningssten med udførlig omtale af alle sten. Grænseforeningen har også lavet en liste med et tilhørende søgbart kort i samarbejde med Jens Anker Ambirk med støtte fra Kulturministeriet og Folketingets Pulje til Markering af Genforeningen 2020. Der er link til disse lister nedenfor under punktet #Eksterne henvisninger.
Der findes nogle gange genforeningssten som ikke været kendt og registreret tidligere. Opmærksomheden i forbindelse med 100-årsjubileet for Genforeningen i 2020 førte til at 10 nyfundne genforeningssten blev kendte ligesom oplysninger om andre sten blev suppleret eller korrigeret.

## Galleri
- Dover Rasteplads syd for Foldingbro
- I Foldingbro umiddelbart nord for Kongeåen
- Genforeningssten i Kruså til minde om mødet med danske sydslesvigere
- Kombineret genforenings- og befrielsessten i Ravsted
- Højskoleengen i Rødding
- Ved Sønder Hygum Kirke
- Syd for Kløften i Haderslev
- Ved Øsby Kirke
- Ved Sønderborg Slot
- I Glavendruplunden
- Ormestenen i Solbjerg